# Tenthredo arcuata
Tenthredo arcuata är en stekelart som beskrevs av Forster 1771. Tenthredo arcuata ingår i släktet Tenthredo, och familjen bladsteklar. Arten är reproducerande i Sverige.

## Bildgalleri

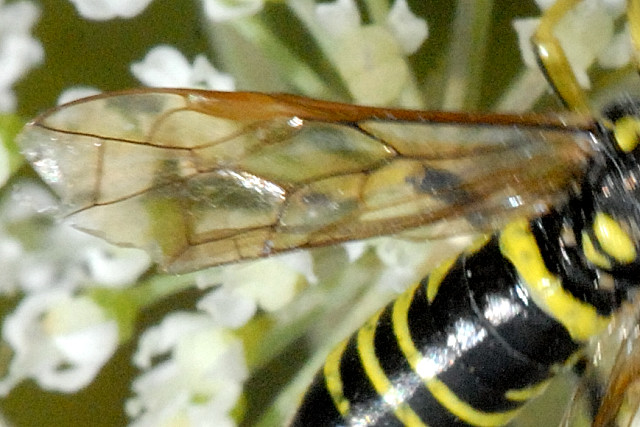